# Municipio de Hart (Indiana)
El municipio de Hart (en inglés: Hart Township) es un municipio ubicado en el condado de Warrick en el estado estadounidense de Indiana. En el año 2010 tenía una población de 1626 habitantes y una densidad poblacional de 14,95 personas por km².

## Geografía
El municipio de Hart se encuentra ubicado en las coordenadas 38°10′37″N 87°17′50″O / 38.17694, -87.29722. Según la Oficina del Censo de los Estados Unidos, el municipio tiene una superficie total de 108.76 km², de la cual 106,81 km² corresponden a tierra firme y (1,79 %) 1,95 km² es agua.

## Demografía
Según el censo de 2010, había 1626 personas residiendo en el municipio de Hart. La densidad de población era de 14,95 hab./km². De los 1626 habitantes, el municipio de Hart estaba compuesto por el 98,77 % blancos, el 0,06 % eran afroamericanos, el 0,18 % eran amerindios, el 0,31 % eran asiáticos y el 0,68 % eran de una mezcla de razas. Del total de la población el 0,43 % eran hispanos o latinos de cualquier raza.